# Ma fille est innocente (téléfilm, 2007)
Pour les articles homonymes, voir Ma fille est innocente.
Pour plus de détails, voir Fiche technique et Distribution.
Ma fille est innocente est un téléfilm français réalisé par Charlotte Brändström, diffusé en 2007.

## Synopsis
Juliette, une jeune fille qui part en vacances avec Mathilde, sa mère à Bali en Indonésie et qui va à la suite d'une rencontre avec Gérôme, un jeune Français expatrié et trafiquant de drogue, se fait arrêter par la police pour complicité. Sa mère dépassée par les évènements appelle au secours son ex-mari Philippe, qui vient par le premier vol pour sortir sa fille de prison. Juliette clame son innocence mais subit la violence carcérale du pays. Son père, bien décidé à la sortir de là, va s’allier avec un journaliste qu’il a rencontré lors de l’audience condamnant sa fille à perpétuité, afin de trouver Gérôme.

## Fiche technique
- Titre original : Ma fille est innocente
- Réalisateur : Charlotte Brändström
- Scénariste : Sandrine Lucchini et Isabel Sebastian
- Producteur : Fabrice Bonanno, Christophe Dechavanne, Thibaut Van den bergh
- Musique du film : Stéphane Moucha
- Directeur de la photographie : Pascal Gennesseaux
- Montage : Jean-François Naudon
- Création des décors : Richard Cunin
- Direction artistique : Sayan Kan Kampongsar
- Création des costumes : Annie Périer
- Cascadeurs : Lorenzo de Stefano (double de Gérôme) , Cyril Gouaida (double de Philippe)
- Société de production : Les Productions Clebs, TF1
- Pays d'origine : France
- Genre : Film dramatique
- Durée : 100 minutes
- Date de diffusion : le 15 octobre 2007 sur TF1

## Distribution
- Isabel Otero : Mathilde
- Bernard Yerlès : Philippe
- Joséphine Serre : Juliette
- Aurélien Wiik : Gérôme
- Étienne Chicot : Maître Legrand
- Pisek Intarakanchit : Omar
- Sherry Phungprasert : Karen
- Stef Putnam : Nelly
- Jarunun Phantachat : Halima
- Duangjai Hiransri : Mei Lin
- Sumathana Suntornpanid : Malika
- Panya Sukkiaw : Bachir
- Tanapath Si-Ngamrat : Colonel Yusuk
- John Marengo : Consul de France
- Wallop Terathong : Monsieur Li
- Suchet Rattananon : Salimar
- Kongsak Kammeepon : Juge
- Samart Sanga-Ngiam : Procureur
- Pichaiwat Saengprapan : Interprète procès
- Amnuay Inthachai : Policier arrestation
- Panayakorn Sornmayura : Policier commissariat
- Atcharaporn Satead : Policière commissariat
- Pongsanart Vinsiri Saneewong : Directeur de la prison
- Nabhop Patpibul : Gardien de prison
- Piboon Thaihuam : Gardien de prison
- Ratchanee Saneewong : Gardienne de prison
- Parinya Wongrabieb : Gardienne de prison
- Sawanee Utooma : Gardienne de prison
- Natthapruet Chok-Udomchai : Serveur Leguian Street
- Linda Phan-Arava : Réceptionniste hôtel
- Jindarad Sadiataypaporn : Vendeur ambulant
- Nanthapak Thanaworrakan : Jeune femme du bar
- Jasmine Thaye : Jeune femme du bar

## Récompense
- Meilleure mini-série au Festival de la fiction TV de La Rochelle 2007[1].